# 27. март
27. март (27.03) је 86. дан у години по грегоријанском календару (87. у преступној години). До краја године има још 279 дана.

## Догађаји
- 1713 — По завршетку рата за шпанско наслеђе, Шпанија је, према Утрехтском уговору, предала Великој Британији Гибралтар и Менорку.
- 1802 — Потписан је Амијенски мир којим је окончан рат између Велике Британије и Француске и њених савезника, Шпаније и Батавске републике. Британија је задржала Тринидад, преузет од Шпаније, и Цејлон, који је преузела од Холандије.
- 1847 — Америчке трупе у Америчко-мексичком рату, почеле опсаду утврђења Вера Круз, у којем је било 5.000 Мексиканаца. Утврђење је пало након шестодневних борби.
- 1860 — М. Л. Бајрн из Њујорка патентирао спирални вадичеп.
- 1933 — Јапан иступио из Лиге народа пошто је та организација осудила јапанску окупацију Манџурије.
- 1941 — После приступања Југославије Тројном пакту, у Београду је војним ударом свргнут регент принц Павле Карађорђевић и влада Драгише Цветковића и Влатка Мачека и образована нова с генералом Душаном Симовићем на челу.
- 1945 — Немци, у Другом светском рату, лансирали последњу ракету „V-2" на Велику Британију. Пројектил испаљен из холандског града Хаг пао је на Орпингтон, југоисточно од Лондона. У експлозијама тих ракета током рата погинуло је 8.958 Британаца.
- 1958 — Никита Хрушчов заменио је на положају председника совјетске владе Николаја Булгањина.
- 1968 — У авионској несрећи, у тренажном лету у близини Москве погинуо руски космонаут Јуриј Гагарин, први човек који је у априлу 1961. васионским бродом „Восток“ облетео Земљу.
- 1970 — У земљотресу у западној Турској, погинуло је више од 1.000 људи, а 90.000 је остало без домова.
- 1972 — Споразумом у Адис Абеби окончан је Први судански грађански рат.
- 1977 — У најтежем удесу у историји ваздухопловства, погинула су 583 од 644 путника и члана посаде када су се два "боинга 747", холандске компаније КЛМ и америчке „Пан-Ам“, сударила на писти аеродрома Тенерифе на Канарским острвима.
- 1980 — У норвешком делу Северног мора потонула је нафтна платформа „Александар Киланд“, при чему је погинуло 147 људи.
- 1983 — У Југославији почело да се примењује летње рачунање времена.
- 1992 — Последње јединице бивше Југословенске народне армије напустиле су Републику Републику Македонију.
- 1996 — Израелски суд осудио је Јигала Амира на доживотни затвор због убиства израелског премијера Јицака Рабина у новембру 1995.
- 1997 — У Албанији погинуло 17 људи, у најтежем инциденту током двомесечне антивладине побуне.
- 1999 — Југословенска противваздушна одбрана оборила је, током напада НАТО-а на Југославију, амерички бомбардер "Ф-117 Ноћни соко". Авион „ноћни јастреб“ је пао у атар села Буђановци у Србији.
- 2000 — Владимир Путин је победио на председничким изборима у Русији са више од 52 процента гласова бирача.
- 2002 — Тужилаштво у Сплиту подигло оптужницу против осморице бивших војних полицајаца за ратне злочине против цивилног становништва у сплитској луци Лора 1992. године.
- 2003 —
  - У покушају хапшења у близини Београда убијене вође „Земунског клана“ Душан Спасојевић и Миле Луковић, осумњичени за учешће у убиству премијера Србије Зорана Ђинђића.
  - Стручњаци из Хонгконга су изјавили да су идентификовали вирус који је проузроковао мистериозну упалу плућа, као нову врсту из породице корона вируса, који су други по узроковању прехлада код људи (САРС).

## Рођења
- 1845 — Вилхелм Конрад Рендген, немачки физичар, добитник Нобелове награде за физику (1901). (прем. 1923)[1]
- 1862 — Јелена Ј. Димитријевић, српска књижевница, светска путница и добротворка. (прем. 1945)[2]
- 1886 - Лудвиг Мис ван дер Рое, је био немачки, а касније амерички архитекта. (прем. 1969) [3]
- 1891 — Лајош Зилахи, мађарски писац и драматург. (прем. 1974)[4]
- 1899 — Глорија Свансон, америчка глумица и продуценткиња. (прем. 1983)[5]
- 1911 — Франц Розман Стане, учесник Шпанског грађанског рата и Народноослободилачке борбе и народни херој Југославије. (прем. 1944)
- 1921 — Моасир Барбоза, бразилски фудбалски голман. (прем. 2000)[6]
- 1925 — Катарина Амброзић, доктор историје уметности, кустос, ликовни критичар, преводилац и професор на Универзитетима у Београду и Новом Саду. (прем. 2003)[7]
- 1928 — Радомир Константиновић, српски књижевник и филозоф (прем. 2011)[8]
- 1929 — Славко Леовац,  српски књижевник, књижевни критичар, историчар, председник Академије наука и умјетности Републике Српске. (прем. 2000)[9]
- 1930 — Ернест Ачкун, југословенски и српски кларинетиста. (прем. 2001)[10]
- 1935 — Џулијан Главер, енглески глумац.[11]
- 1940 — Остин Пендлтон, амерички глумац, драматург и редитељ.[12]
- 1941 — Мики Јевремовић, српски музичар. (прем. 2017)[13]
- 1942 — Мајкл Јорк, енглески глумац.[14]
- 1949 — Дубравка Угрешић, хрватско-холандска књижевница. (прем. 2023)[15]
- 1951 — Александар Сања Илић, српски композитор и музичар, најпознатији као оснивач групе Балканика. (прем. 2021)[16]
- 1952 — Марија Шнајдер, француска глумица. (прем. 2011)[17]
- 1957 — Керолајн Вилијамс, америчка глумица и продуценткиња.[18]
- 1959 — Иван Сунара, хрватски кошаркаш.[19]
- 1963 — Квентин Тарантино, амерички редитељ, сценариста, продуцент и глумац.[20]
- 1964 — Слободан Бештић, српски глумац.[21]
- 1966 — Жарко Паспаљ, српски кошаркаш.[22]
- 1967 — Талиса Сото, америчка глумица и модел.[23]
- 1968 — Шако Полумента, црногорски певач.[24]
- 1970 — Ниша Савељић, црногорски фудбалер.[25]
- 1971 — Дејвид Култард, шкотски аутомобилиста, возач Формуле 1.[26]
- 1974 — Гаиска Мендијета, шпански фудбалер.[27]
- 1975 — Стејси Ен Фергусон, америчка музичарка и глумица.[28]
- 1976 — Дени Фортсон, амерички кошаркаш.
- 1983 — Небојша Јовановић, српски бициклиста.[29]
- 1986 — Мануел Нојер, немачки фудбалски голман.[30]
- 1988 — Бренда Сонг, америчка глумица.[31]
- 1988 — Џеси Џеј, енглеска музичарка.[32]
- 1990 — Кимбра, новозеландска музичарка.[33]
- 1990 — Наталија Санчез, шпанска глумица и певачица.[34]
- 2000 — Хале Бејли, америчка певачица и глумица.

## Смрти
- 1378 — Папа Гргур XI, последњи папа Француз. (рођ. 1370)[35]
- 1625 — Џејмс I Стјуарт, шкотски и енглески краљ  (рођ. 1566)[36]
- 1770 — Ђовани Батиста Тијеполо, италијански сликар  (рођ. 1696)[37]
- 1824 — Мелентије Стевановић, архимандрит манастира Рача, један од вођа Првог српског устанка. (рођ. 1766)
- 1923 — Џејмс Дјуер, шкотски хемичар и физичар  (рођ. 1842)[38]
- 1965 — Ле Корбизије, француски архитекта. (рођ. 1887)[39]
- 1968 — Јуриј Гагарин, руски космонаут (рођ. 1934)[40]
- 1984 — Ахмед Секу Туре, гвинејски политичар и државник, први председник Гвинеје. (рођ. 1922)
- 1995 — Маурицио Гучи, креатор и власник модне куће "Гучи". (рођ. 1948)
- 2010 — Василиј Смислов, руски шаховски велемајстор, светски шампион. (рођ. 1924)[41]
- 2012 — Небојша Данчевић, југословенски и српски пијаниста, члан ансамбла Седморице младих (рођ. 1941)[42]
- 2025 — Ото Толнаи, југословенски и мађарски писац, уредник, књижевни преводилац. (рођ. 1940) [43]

## Празници и дани сећања
- Међународни празници
  - Светски дан позоришта
- Српска православна црква слави:
  - Преподобног Бенедикта
  - Светог Евсхимона - епископа лампсакијског
  - Светог Теогноста - митрополита кијевског